# Els Casalots II
El jaciment arqueològic dels Casalots és un jaciment situat al terme municipal de l'Ametlla del Vallès, (Vallès Oriental), inclòs a l'Inventari del Patrimoni Arqueològic i Paleontològic de Catalunya.
Es tracta d'un jaciment propi del Paleolític mitjà, l'Epipaleolític.

## Situació geogràfica
El jaciment està ubicat al sud-est de l'Ametlla, concretament a la segona terrassa de la riba dreta del Congost ubicat en el pla de Llerona. El jaciment es situa en el mateix lloc que la vil·la romana dels Casalots.
Coordenades UTM: X: 439468.00 Y: 4612250.00. Altitud: 234 m

## Història de les primeres intervencions arqueològiques
El jaciment va ser descobert per E. Ramón i J. Pardo. El material que en un inici es va trobar, va ser revisat per Ma. Victòria Gracia, l'any 1982. Tot i aquesta revisió, el jaciment no ha estat en cap cas intervingut, i encara s'extreuen materials quan es llauren els camps.

## Troballes
El conjunt de materials extrets està format per mòduls i peces de sílex, que en cap cas superen els 600 x 700 mm. Alguns exemplars provenen de llocs distants (com el Brull, Aiguafreda o el Figueró), i han estat arrossegats pel riu Congost. Molts d'aquests materials, que apareixen barrejats als dipòsits argilencs del riu, presenten traces de treball i d'ús. Actualment les peces estan situades a casa d'un particular.